# Schulterer Höhe
Die Schulterer Höhe ist ein etwa 1225 m ü. A. hoher Straßenpass in Hohentauern im steirischen Pölstal.

## Lage und Landschaft
Der eigentliche Hauptpass des Pölstals zum Paltental ist der Triebener Tauernpass (1274 m ü. A.) direkt im Ort Hohentauern, hinunter zum Tauernbach. Das Hochtal von Hohentauern ist aber eine flache Passlandschaft, die eigentlich westlich vom Tauernpass in den Sunkbach entwässert, einem anderen Nebenbach des Triebenbachs. Die Wasserscheide Pöls–Palten liegt hingegen etwa 3 Kilometer südlich des Ortes, beim Gasthof Draxler, und heißt Schulterer Höhe. Sie ist eine unscheinbare Talwasserscheide zum Pölsbach, der direkt südlich von Westen her aus der Pölsen in das Haupttal kommt. Sie trennt aber das Flussgebiet der Enns (Paltental) von dem der Mur (Pölstal) und der Drau und ist damit Teil der Hauptwasserscheide der Ostalpen.
Südlich des Passes liegt die Moorlandschaft Schultermoos, ein Sattelmoor. Auch die Nordseite des Sattels ist versumpft.

## Geologie und Geschichte
Die Passlandschaft von Hohentauern und die Schulterer Höhe wurden während der Eiszeiten durch die Lokalvergletscherung am Bösenstein ausgeprägt. Hier hat sich eine Moräne ausgebildet, die vermutlich den ursprünglichen Quelllauf der Pöls verlegt und nach Norden umgeleitet hat. Das Schultermoos ist eine Eiszerfallslandschaft.
Durchs Pölstal verlief schon die Römerstraße Virunum – Ovilava (Zollfeld – Wels). Es wurde ein vermutlicher römischer Meilenstein gefunden, beim Abriss des alten Gehöftes Schulterer. Er wurde an der B114 aufgestellt.
Hier könnte sich auch die Mansio (Poststation) Tartursanis befunden haben.
Die Tauernstraße, die heutige Triebener Straße (B114), wurde dann ab dem Hochmittelalter wieder ausgebaut.
Hier stand auch ein von Erzherzog Maximilian Wende 15./16. Jahrhundert erbautes Forsthaus. Es diente dann 250 Jahre lang den Vikaren, später Missionaren, die von der Mutterpfarre St. Lorenzen im Paltental herauf zur Filiale Hohentauern kamen, als Unterkunft. Weil es aber gar weit weg vom Ort lag, wurde dann Anfang des 19. Jahrhunderts ein neues Pfarrhaus bei der Dorfkirche erbaut. Dieses ehemalige erzherzogliche Forsthaus, Kaiserhaus genannt, hieß dann auch Alter Pfarrhof. Es verfiel bis in die Zeit nach dem Ersten Weltkrieg bis auf die Grundmauern. Später wurde darauf die Draxlerhütte errichtet, heute Draxlerhaus genannt und Gasthaus.